# South Africa Standard Time

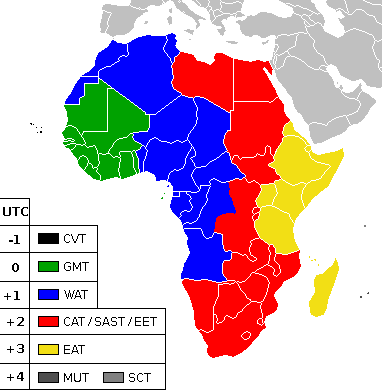
Zeitzonen Afrikas

Die South Africa Standard Time (SAST, deutsch: Südafrikanische Standardzeit) ist die Zeitzone, die in ganz Südafrika sowie in Eswatini und Lesotho verwendet wird.
Die Zone liegt zwei Stunden vor UTC (UTC+02:00) und entspricht der Zentralafrikanischen Zeit (Central Africa Time). In keiner der beiden Zeitzonen wird die Sommerzeit angewendet. Der Sonnenmittag in dieser Zeitzone liegt bei 30° östlicher Länge in SAST, wodurch Pietermaritzburg effektiv am richtigen Sonnenmittagspunkt liegt, während Johannesburg und Pretoria etwas westlich bei 28° östlicher Länge und Durban etwas östlich bei 31° östlicher Länge liegen. Somit erlebt der Großteil der südafrikanischen Bevölkerung täglich um etwa 12:00 Uhr den wahren Sonnenmittag.
Der westliche Teil der Provinzen Nordkap (Northern Cape) und Westkap (Western Cape) unterscheidet sich jedoch davon. Überall auf dem Land westlich von 22°30′ östlicher Länge herrscht aufgrund der Lage in der Zeitzone UTC+01:00, die jedoch weiterhin der südafrikanischen Standardzeit entspricht, praktisch das ganze Jahr über Sommerzeit. Sonnenaufgang und Sonnenuntergang sind daher in Kapstadt (Cape Town) im Vergleich zum Rest des Landes relativ spät.
Zur Veranschaulichung die Tageslichtstunden für die westlichsten und östlichsten Großstädte Südafrikas:
|          | Sommersonnenwende | Wintersonnenwende |
| -------- | ----------------- | ----------------- |
| Kapstadt | 05:32–19:57       | 07:51–17:45       |
| Durban   | 04:52–18:56       | 06:51–17:04       |

Der südafrikanische nationale Zeitstandard (South African National Time Standard) oder die „SA Time“-Hauptuhr wird im Zeit- und Frequenzlabor des National Metrology Institute of South Africa (NMISA) in Pretoria verwaltet und über einen NTP-Internetzeitdienst öffentlich verbreitet.

Flagge Südafrikas
Flagge Eswatinis
Flagge Lesothos

## Geschichte
Vor dem 8. Februar 1892 gab es in Südafrika keine einheitliche Zeit, und in den verschiedenen Städten wurde die lokale Mittagszeit (local mean time) verwendet. Im Jahr 1892 fand in Bloemfontein eine Eisenbahnkonferenz statt, auf der die Schwierigkeiten beim Betrieb eines Eisenbahnsystems ohne einheitliches Zeitsystem diskutiert wurden. Die Regierungen des Oranje-Freistaats, Transvaals und der Kapkolonie führten offiziell eine einheitliche Standardzeit von UTC+01:30 ein, die als mittlere Zeit 22,5° östlich von Greenwich definiert wurde. Am 1. März 1903 wurde GMT+02:00 eingeführt, das zum aktuellen UTC+02:00 wurde, als UTC GMT für die meisten Zwecke ersetzte.
Vor dem 1. März 1903 verwendete die Kolonie Natal bereits eine einheitliche Zeit, die vom Natal Observatory bereitgestellt wurde. Die lokale mittlere Zeit (local mean time) des Observatoriums war (UTC+01:52).
Südafrika führte zwischen dem 20. September 1942 und dem 21. März 1943 sowie zwischen dem 19. September 1943 und dem 19. März 1944 eine Sommerzeit von GMT+03:00 (UTC+03:00) ein.
Die südafrikanische Standardzeit ist definiert als „Koordinierte Weltzeit plus zwei Stunden“ ("Coordinated Universal Time plus two hours" - UTC+02:00), wie in der südafrikanischen Regierungsveröffentlichung (South African National Government Gazette) Nr. 40125 vom 8. Juli 2016 festgelegt.